# Wierchnij Burgałtaj
Wierchnij Burgałtaj (ros. Верхний Бургалтай) – wieś (ułus) w Rosji, w Buriacji, w rejonie dżydińskim. W 2021 liczyła 190 mieszkańców.